# SUR líneas aéreas
SUR Líneas Aéreas es una aerolínea con base en Buenos Aires de Usos Charters. Esta aerolínea opera cubriendo destinos de la PatagoniaPatagonia (Argentina]])
Fue fundada en el año 2007 y comenzó sus operaciones en el año 2008. Dirigida por el
Empresario aeronáutico Gustavo Ventura, quien también se desempeña en ámbitos referidos al turismo y las telecomunicaciones.

## Destinos
SUR Líneas Aéreas opera en las siguientes Vuelos Charters:
- Buenos Aires - Aeroparque Jorge NewberyBase
- Bahía Blanca - Aeropuerto Comandante Espora
- Bariloche - Aeropuerto Internacional Teniente Luis Candelaria (Base Secundaria)
- Cataratas del Iguazú - Aeropuerto Internacional de Puerto Iguazú
- Córdoba - Aeropuerto Internacional Ingeniero Ambrosio Taravella
- Comodoro Rivadavia - Aeropuerto Internacional General Enrique Mosconi
- El Calafate - Aeropuerto Internacional de El Calafate
- Mar del Plata - Aeropuerto Internacional Astor Piazzolla
- Mendoza - Aeropuerto Internacional El Plumerillo
- Neuquén - Aeropuerto Internacional Presidente Perón
- Puerto Madryn - Aeropuerto El Tehuelche
- Río Grande -Aeropuerto Internacional Gob. Ramón Trejo Noel
- Rosario - Aeropuerto Internacional Rosario Islas Malvinas
- Salta - Aeropuerto Internacional Martín Miguel de Güemes
- Ushuaia - Aeropuerto de Ushuaia